# Miss USA 2009

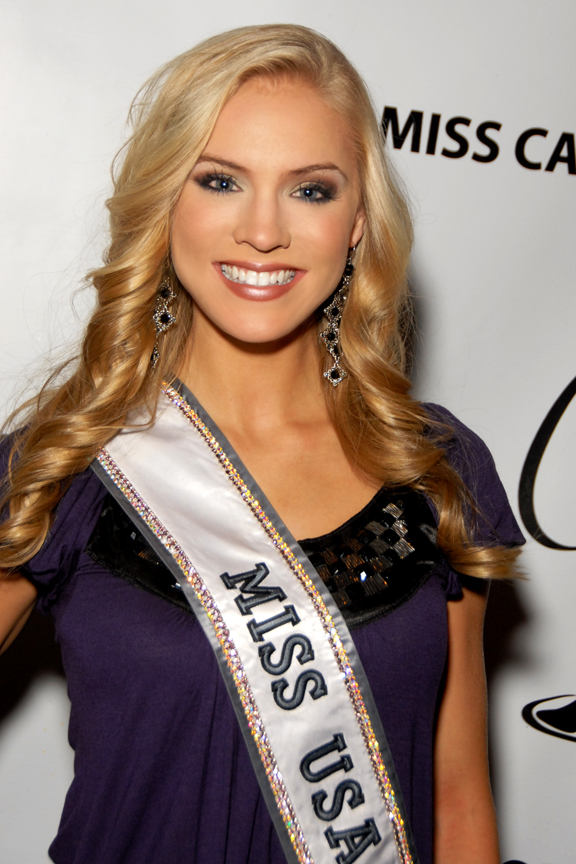
Kristen Dalton, miss USA 2099

58. ročník soutěže Miss USA se uskutečnil 19. dubna 2009. Vítězka Kristen Dalton reprezentovala USA na Miss Universe, kde skončila v TOP 10. Soutěže se zúčastnilo 50 krásek z každého státu USA plus District of Columbia. Předchozí vítězka Crystle Stewart korunovala svou nástupkyni Kristen Dalton na stejném místě, kde získala korunku ona sama, v Planet Holywood v Las Vegas ve státě Nevada.

## Výsledky
| Konečný výsledek | Soutěžící |
| ---------------- | --- |
| Miss USA 2009    | - Severní Karolína – Kristen Dalton |
| 1.vicemiss       | - Kalifornie – Carrie Prejean |
| 2.vicemiss       | - Arizona – Alicia-Monique Blanco |
| 3.vicemiss       | - Utah – Laura Chukanov |
| 4.vicemiss       | - Kentucky – Maria Montgomery |
| Top 10           | - Texas – Brooke Daniels - Tennessee – Kristen Motil - Arkansas – Chanley Painter - Jižní Karolína – Stephanie Smith - Západní Virginie – Jessi Pierson |
| Top 15           | - Virginie – Maegan Phillips - Minnesota – Erica Nego - Georgie – Kimberly Gittings - Idaho – Melissa Weber - Connecticut – Monica Pietrzak             |

### Special awards
- Miss Sympatie: Cynthia Pate (Wyoming)
- Miss Foto: Jessi Pierson (Západní Virginie)

## Vítězky státních kol
| Stát                 | Jméno                   | Bydliště         | Věk | Umístění na Miss USA | Ceny na Miss USA | Poznámky |  |
| -------------------- | ----------------------- | ---------------- | --- | -------------------- | ---------------- | --- |  |
| Alabama              | Rachel Philippona       | Dothan           | 20  |                      |                  | |  |
| Aljaška              | Jessica Nolin           | Palmer           | 22  |                      |                  | |  |
| Arizona              | Alicia-Monique Blanco   | Phoenix          | 22  | 2.vicemiss           |                  | Po sesazení Carrie Prejan získala právo stát se Miss USA v případě, že vítězka nebude moci plnit své povinnosti.                                              |  |
| Arkansas             | Chanley Painter         | Conway           | 24  | Top 10               |                  | |  |
| Kalifornie           | Carrie Prejean          | San Diego        | 21  | 1.vicemiss           |                  | Sesazena jako Miss California USA 2009. Nahrazena Tami Farell. Zároveň zbavena práva stát se Miss USA v případě, že vítězka nebude moci plnit své povinnosti. |  |
| Colorado             | Patrice Williams        | Colorado Springs | 22  |                      |                  | |  |
| Connecticut          | Monica Pietrzak         | Manchester       | 25  | Top 15               |                  | |  |
| Delaware             | Kate Banaczak           | Middletown       | 24  |                      |                  | |  |
| District of Columbia | Nicole White            | Washington, D.C. | 20  |                      |                  | |  |
| Florida              | Anastagia Pierre        | Fort Lauderdale  | 20  |                      |                  | |  |
| Georgie              | Kimberly Gittings       | Lilburn          | 20  | Top 15               |                  | |  |
| Havaj                | Aureana Tseu            | Mililani         | 25  |                      |                  | |  |
| Idaho                | Melissa Weber           | Boise            | 27  | Top 15               |                  | |  |
| Illinois             | Ashley Bond             | Chicago          | 24  |                      |                  | |  |
| Indiana              | Courtni Hall            | Crawfordsville   | 23  |                      |                  | |  |
| Iowa                 | Chelsea Gauger          | Ankeny           | 20  |                      |                  | |  |
| Kansas               | Courtney Courter        | Olathe           | 23  |                      |                  | |  |
| Kentucky             | Maria Montgomery        | Danville         | 19  | 4.vicemiss           |                  | |  |
| Louisiana            | Lacey Minchew           | Baton Rouge      | 25  |                      |                  | |  |
| Maine                | Ashley Underwood        | Benton           | 24  |                      |                  | |  |
| Maryland             | Gabrielle Carlson       | Marion Station   | 24  |                      |                  | |  |
| Massachusetts        | Alison Cronin           | Weymouth         | 21  |                      |                  | |  |
| Michigan             | Lindsey Tycholiz        | Sterling Heights | 26  |                      |                  | |  |
| Minnesota            | Erica Nego              | Plymouth         | 24  | Top 15               |                  | |  |
| Mississippi          | Jessica McRaney         | Terry            | 23  |                      |                  | |  |
| Missouri             | Stacey Smith            | Florissant       | 23  |                      |                  | |  |
| Montana              | Misti Vogt              | Kalispell        | 23  |                      |                  | |  |
| Nebraska             | Meagan Winings          | Atkinson         | 23  |                      |                  | |  |
| Nevada               | Georgina Vaughan        | Las Vegas        | 21  |                      |                  | |  |
| New Hampshire        | Christy Dunn            | Laconia          | 26  |                      |                  | |  |
| New Jersey           | Kaity Rodriguez         | Clifton          | 24  |                      |                  | |  |
| Nové Mexiko          | Bianca Matamoros-Koonce | Albuquerque      | 23  |                      |                  | |  |
| New York             | Tracey Chang            | New York         | 26  |                      |                  | |  |
| Severní Karolína     | Kristen Dalton          | Wilmington       | 22  | Vítězka              |                  | Maminka byla Miss North Carolina USA 1982; sestra byla Miss North Carolina Teen USA 2008 a 2, vicemiss na Miss Teen USA 2008                                  |  |
| Severní Dakota       | Kelsey Erickson         | Grand Forks      |     |                      |                  | |  |
| Ohio                 | Natasha Vivoda          | Champion         | 21  |                      |                  | |  |
| Oklahoma             | Lauren Lunday           | Altus            | 25  |                      |                  | |  |
| Oregon               | Sylvie Tarpinian        | Eugene           | 24  |                      |                  | |  |
| Pensylvánie          | Lindsey Nelsen          | Dallastown       | 21  |                      |                  | |  |
| Rhode Island         | Alysha Castonguay       | Woonsocket       | 22  |                      |                  | |  |
| Jižní Karolína       | Stephanie Smith         | Goose Creek      | 21  | Top 10               |                  | |  |
| Jižní Dakota         | Jessica Rowell          | Sioux Falls      | 22  |                      |                  | |  |
| Tennessee            | Kristen Motil           | Franklin         | 24  | Top 10               |                  | |  |
| Texas                | Brooke Daniels          | Tomball          | 22  | Top 10               |                  | |  |
| Utah                 | Laura Chukanov          | Salt Lake City   | 22  | 3.vicemiss           |                  | |  |
| Vermont              | Brooke Werner           | Granville        | 22  |                      |                  | |  |
| Virginie             | Maegan Phillips         | Quantico         | 22  | Top 15               |                  | |  |
| Washington           | Tara Turnure            | Seattle          | 23  |                      |                  | |  |
| Západní Virginie     | Jessi Pierson           | Milton           | 21  | Top 10               | Miss Foto        | |  |
| Wisconsin            | Alexandra Wehrley       | Pewaukee         | 21  |                      |                  | |  |
| Wyoming              | Cynthia Pate            | Casper           | 22  |                      | Miss Sympatie    | |  |